# ب‌ام‌و سری ۳ (جی۲۰)
ب‌ام‌و سری ۳ (انگلیسی: BMW 3 Series) یک خودروی کامپکت شرکتی است که توسط شرکت خودروساز آلمانی، ب‌ام‌و طراحی و عرضه می‌شود. این خودرو نسل هفتم سری خودروی ب‌ام‌و سری ۳ است. از این خودرو در نمایشگاه خودروی پاریس ۲۰۱۸ مورخ ۲ اکتبر ۲۰۱۸ رونمایی شد. این خودرو از مارس ۲۰۱۹ به بازار جهانی عرضه شد.
M340i جزو اولین مدل‌های مورد عرضه است که احتمالاً در بهار ۲۰۱۹ عرضه شود. نسخه 330e هیبریدی این خودرو نیز در سال ۲۰۲۰ عرضه خواهد شد.

## مدل‌ها

### موتور بنزینی
| مدل   | سال عرضه | نوع موتور                              | قدرت موتور                                                       | گشتاور                                          | ۰–۱۰۰ کیلومتر بر ساعت (۰–۶۲ مایل بر ساعت) |
| ----- | -------- | -------------------------------------- | ---------------------------------------------------------------- | ----------------------------------------------- | ----------------------------------------- |
| 320i  | ۲۰۱۹–    | B48B20 2.0 L I4 turbo                  | ۱۳۵ کیلووات (۱۸۱ اسب بخار؛ ۱۸۴ اسب بخار متری) at 5,000–6,500 rpm | ۳۰۰ نیوتن متر (۲۲۱ پوند-فوت) at 1,350–4,000 rpm | 7.2 s                                     |
| 330i  | ۲۰۱۹–    | B48B20 2.0 L I4 turbo                  | ۱۹۰ کیلووات (۲۵۵ اسب بخار؛ ۲۵۸ اسب بخار متری) at 5,000–6,500 rpm | ۴۰۰ نیوتن متر (۲۹۵ پوند-فوت) at 1,550–4,400 rpm | 5.8 s                                     |
| 330e  | ۲۰۱۹–    | B48B20 2.0 L I4 turbo + Electric Motor | ۱۸۵ کیلووات (۲۴۸ اسب بخار؛ ۲۵۲ اسب بخار متری)                    | ۴۲۰ نیوتن متر (۳۱۰ پوند-فوت)                    | 6.0 s                                     |
| M340i | ۲۰۱۹–    | B58B30 3.0 L I6 turbo                  | ۲۸۵ کیلووات (۳۸۲ اسب بخار؛ ۳۸۷ اسب بخار متری) at 5,000–6,500 rpm | ۵۰۰ نیوتن متر (۳۶۹ پوند-فوت) at 1,600–4,500 rpm | 4.4 s                                     |

### موتور دیزلی
| مدل  | سال عرضه | نوع موتور             | قدرت موتور                                                 | گشتاور                                          | ۰–۱۰۰ کیلومتر بر ساعت (۰–۶۲ مایل بر ساعت) |
| ---- | -------- | --------------------- | ---------------------------------------------------------- | ----------------------------------------------- | ----------------------------------------- |
| 318d | ۲۰۱۹–    | B47D20 2.0 L I4 turbo | ۱۱۰ کیلووات (۱۴۸ اسب بخار؛ ۱۵۰ اسب بخار متری) at 4,000 rpm | ۳۲۰ نیوتن متر (۲۳۶ پوند-فوت) at 1,500–3,000 rpm | 8.4 s                                     |
| 320d | ۲۰۱۹–    | B47D20 2.0 L I4 turbo | ۱۴۰ کیلووات (۱۸۸ اسب بخار؛ ۱۹۰ اسب بخار متری) at 4,000 rpm | ۴۰۰ نیوتن متر (۲۹۵ پوند-فوت) at 1,750–2,500 rpm | 6.8 s                                     |
| 330d | ۲۰۱۹–    | B57D30 3.0 L I6 turbo | ۱۹۵ کیلووات (۲۶۱ اسب بخار؛ ۲۶۵ اسب بخار متری) at 4,000 rpm | ۵۸۰ نیوتن متر (۴۲۸ پوند-فوت) at 1,600–3,000 rpm | 5.5 s                                     |

## نگارخانه

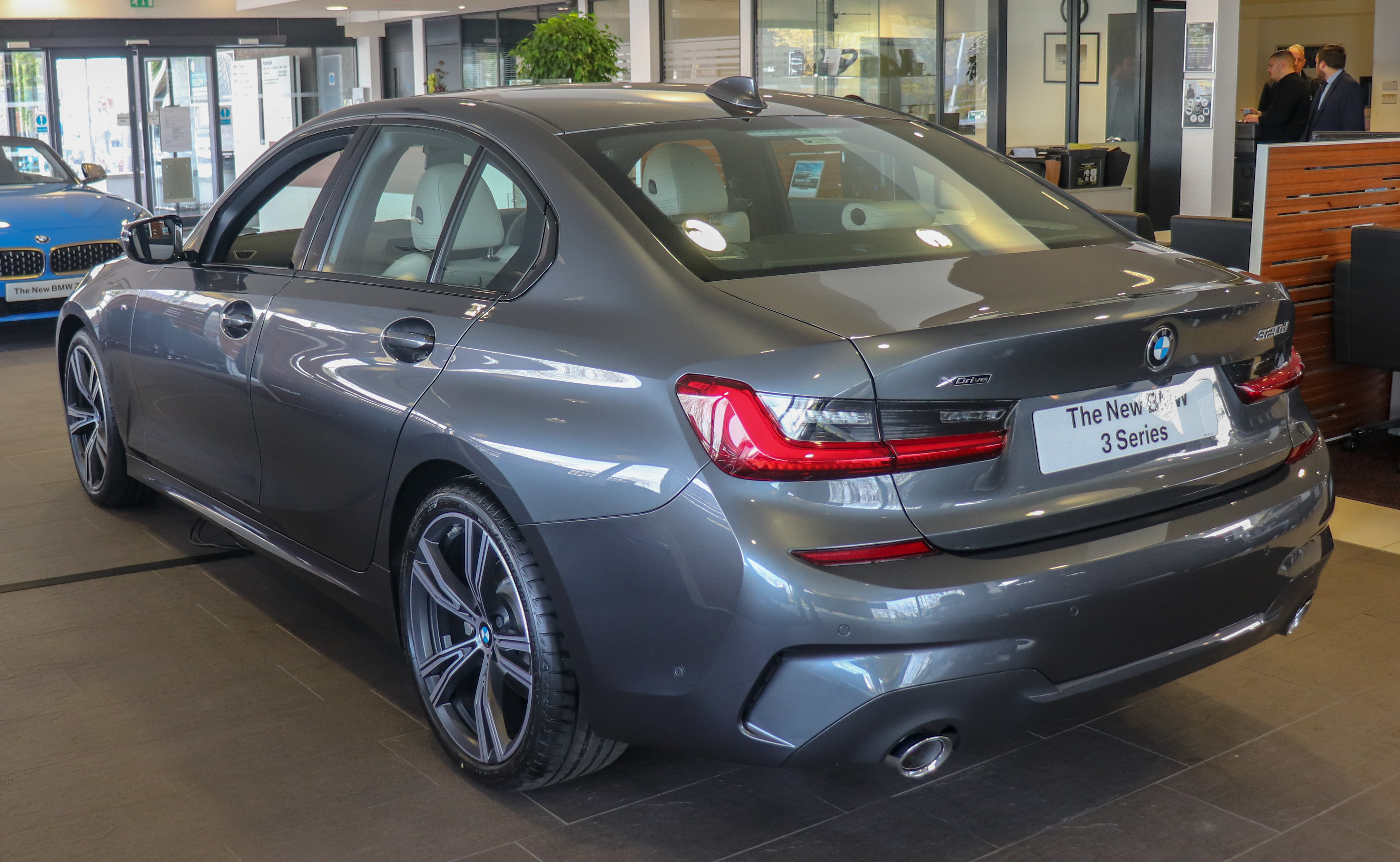
نمای عقب (ام اسپورت)
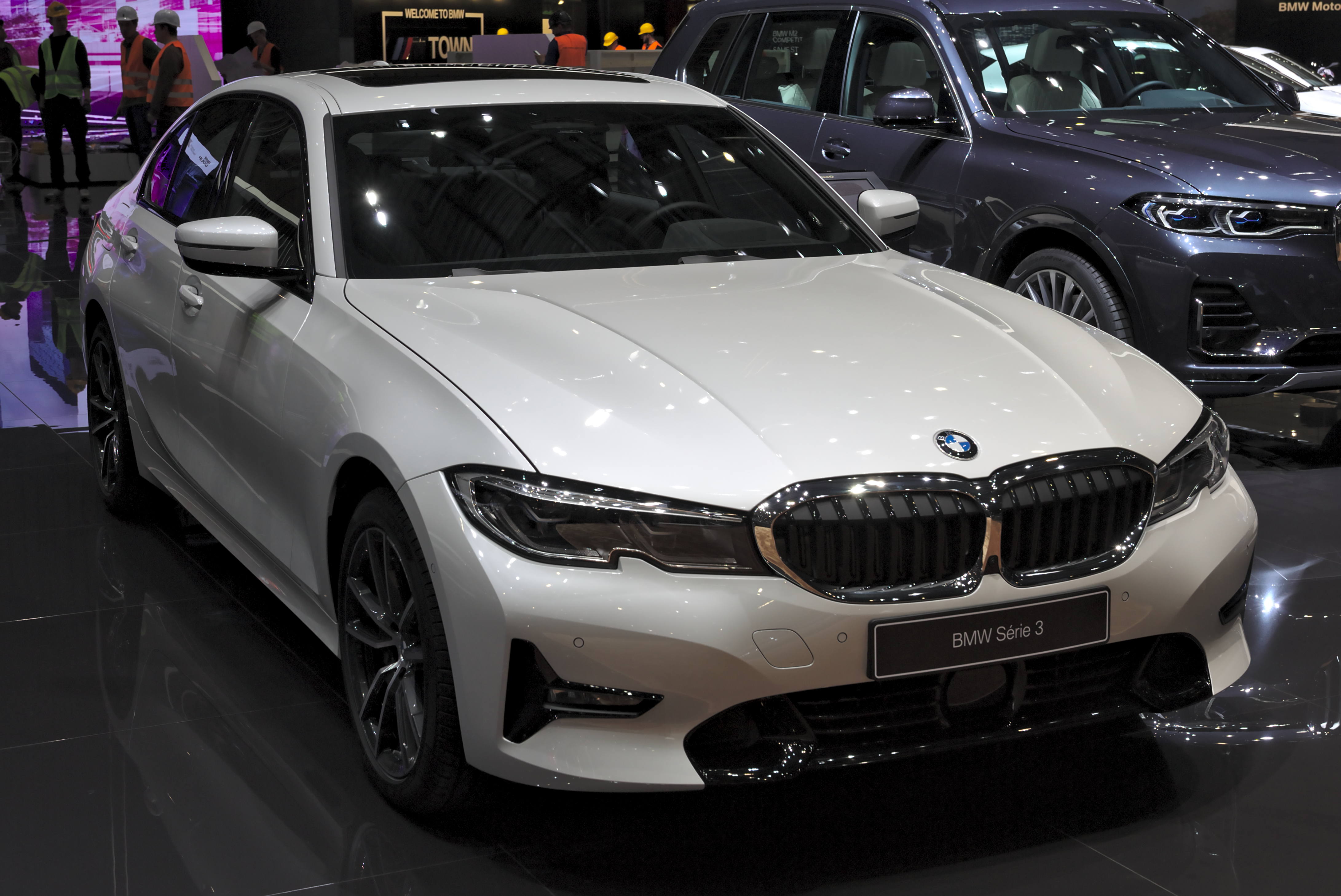
ب‌ام‌و 330e
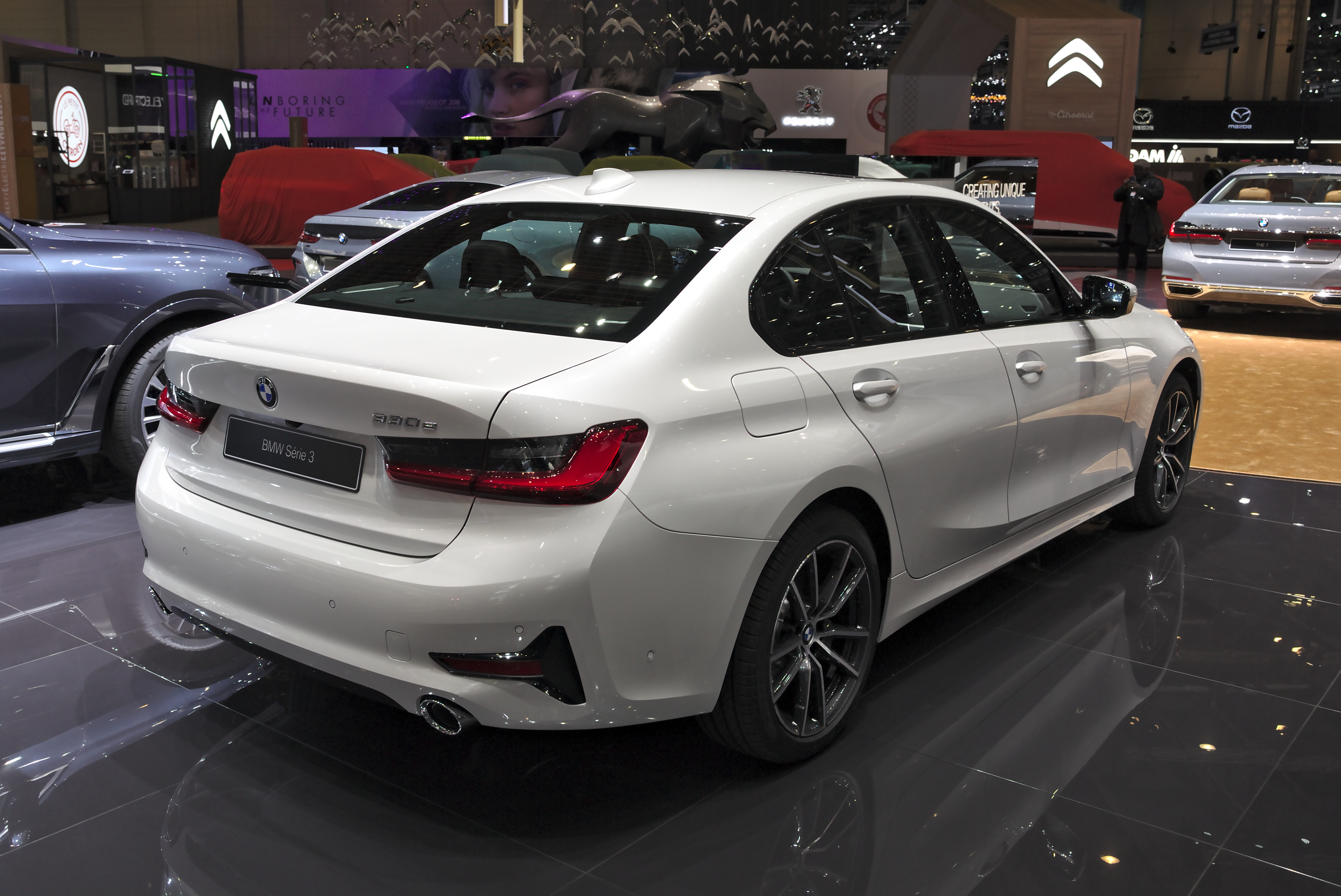
نمای عقب (330e)
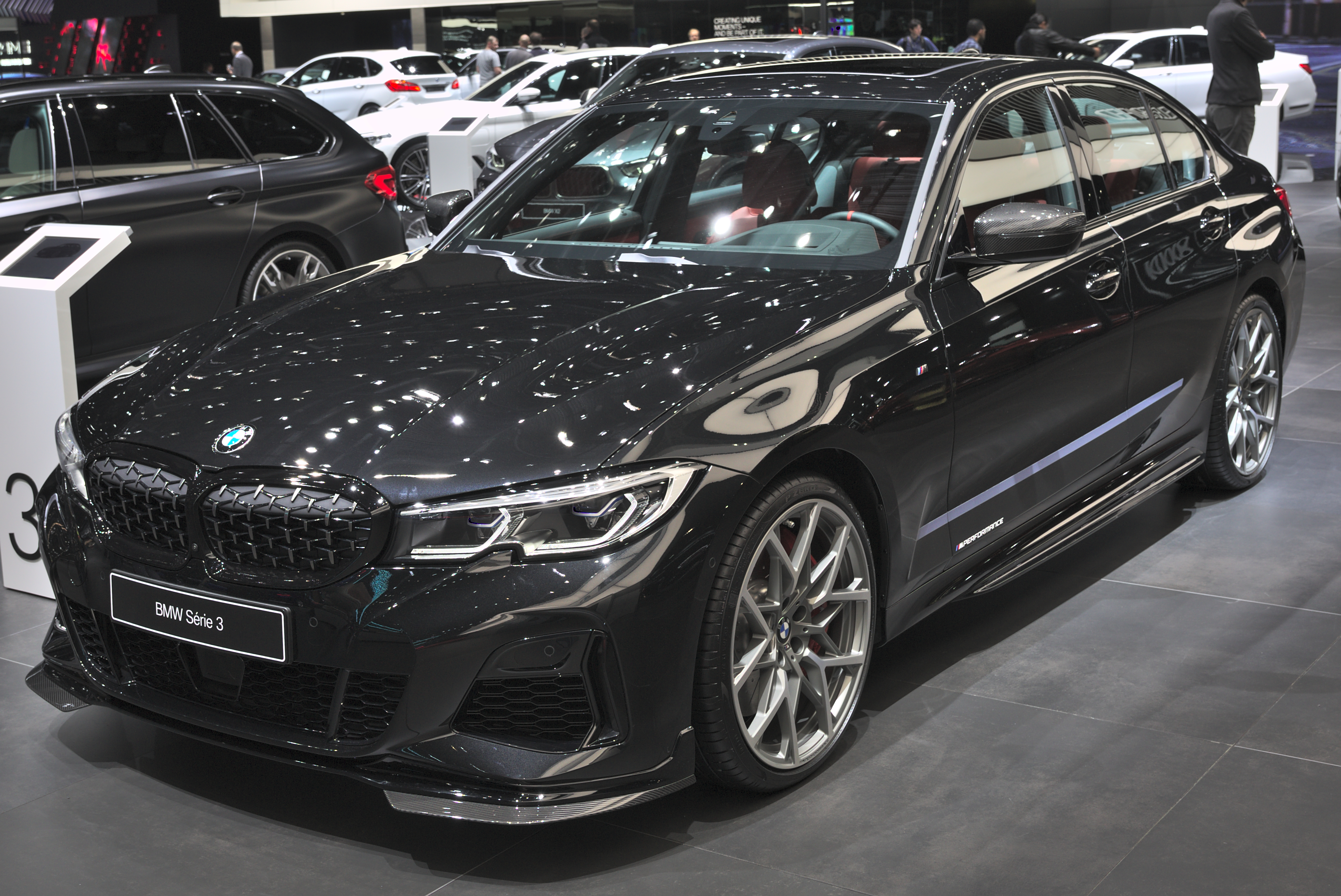
ب‌ام‌و M340i در نمایشگاه خودرو ژنو ۲۰۱۹
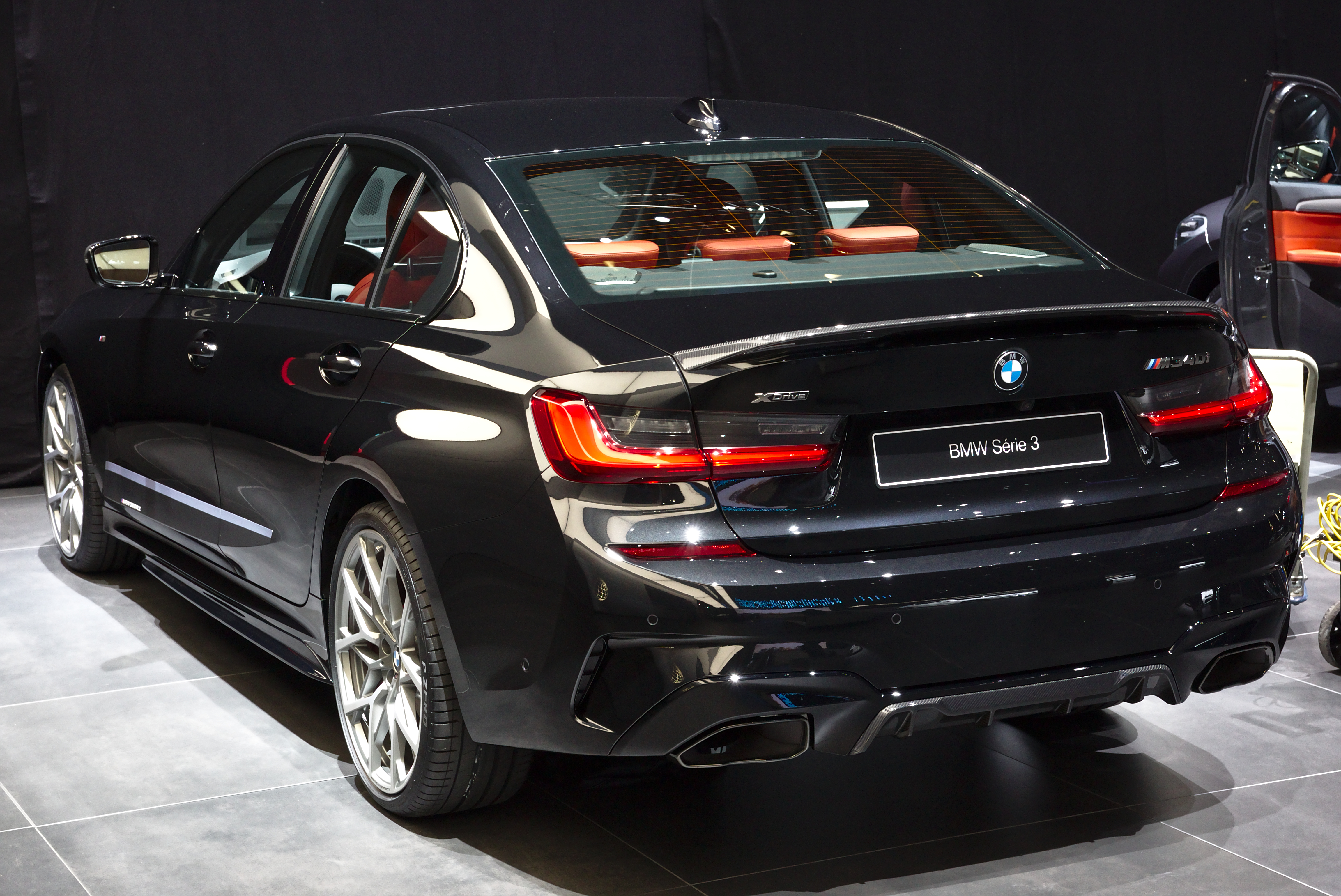
ب‌ام‌و M340i در نمایشگاه خودرو ژنو ۲۰۱۹
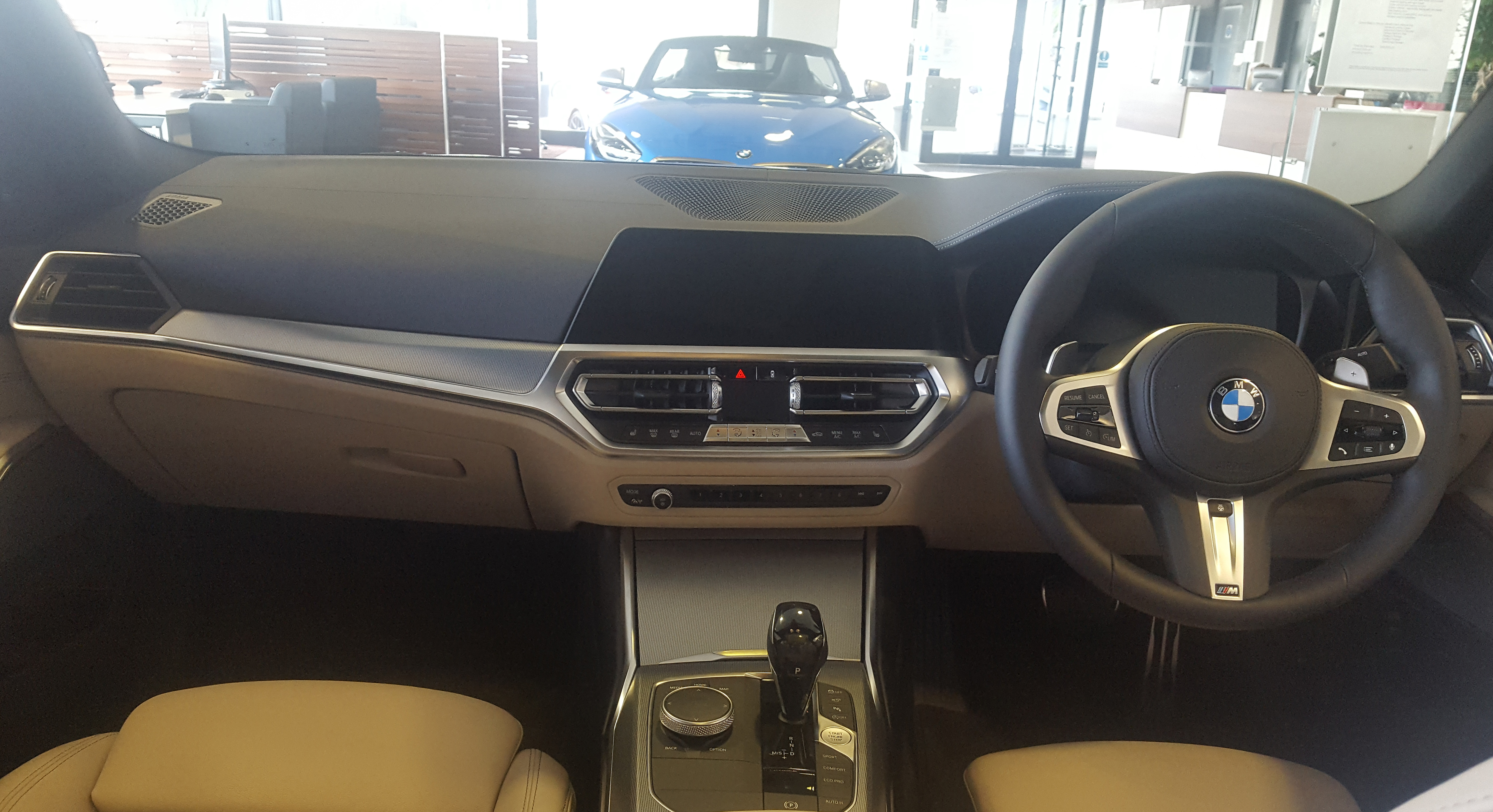
نمای داخلی